# Bus (Passo de Calais)
Bus é uma comuna francesa na região administrativa de Altos da França, no departamento de Passo de Calais. Estende-se por uma área de 3,24 km². Em 2010 a comuna tinha 132 habitantes (densidade: 40,7 hab./km²).